# Maximilian von Laffert
Maximilian August Hermann Julius von Laffert (Lindau, 10. svibnja 1855. – Frankfurt, 20. srpnja 1917.) je bio njemački general i vojni zapovjednik. Tijekom Prvog svjetskog rata zapovijedao je XIX. korpusom na Zapadnom bojištu. 

## Vojna karijera
Maximilian von Laffert rođen je 10. svibnja 1855. u Lindau. Sin je Karla von Lafferta i Klare von der Wense. Laffert je nakon završetka škole u Celleu, u sasku vojsku stupio 1871. pristupivši kadetskom korpusu iz Dresdena. Od travnja 1874. služi u 102. saskoj pješačkoj pukovniji, te potom od srpnja 1876. u 18. saskoj husarskoj pukovniji. U listopadu 1880. unaprijeđen je u poručnika, dok od listopada 1883. pohađa Prusku vojnu akademiju u Berlinu. Nakon završetka iste, u travnju 1885., ponovno služi u 18. saskoj husarskoj pukovniji, gdje, nakon što je u svibnju promaknut u čin satnika, postaje zapovjednikom satnije. Od srpnja 1889. služi kao pobočnik u stožeru u 23. pješačke divizije smještene u Dresdenu, nakon čega se u siječnju 1894. ponovno se vraća u stožer 18. saske husarske pukovnije. U međuvremenu je, u srpnju 1893., promaknut u čin bojnika. U rujnu 1899. postaje zapovjednikom karabinjerske pukovnije, dok je ožujku 1900. promaknut u čin pukovnika.
U srpnju 1903. Laffert dobiva zapovjedništvo nad kraljevskom saskom gardijskom pukovnijom kojom zapovijeda do travnja 1904. kada postaje zapovjednikom 32. konjičke brigade sa sjedištem u Dresdenu. U listopadu 1904. promaknut je u čin general bojnika, dok u listopadu 1907. postaje glavnim inspektorom Saskog vojnog jahačkog centra. U svibnju 1908. unaprijeđen je u general poručnika, dok u listopadu te iste godine dobiva zapovjedništvo nad 40. pješačkom divizijom smještenom u Chemnitzu. U studenom 1912. postaje zapovjednikom XIX. korpusa sa sjedištem u Leipzigu na čijem čelu dočekuje i početak Prvog svjetskog rata. U međuvremenu je, i to u svibnju 1913., promaknut u čin generala konjice.

## Prvi svjetski rat
Na početku Prvog svjetskog rata XIX. korpus nalazio se u sastavu 3. armije kojom je na Zapadnom bojištu zapovijedao Max von Hausen. U sastavu 3. armija Laffert sa XIX. korpusom sudjeluje u Graničnim bitkama i Prvoj bitci na Marni. Nakon toga Laffert tijekom 1915. sudjeluje u Bitci kod Basseea, dok tijekom 1916. sudjeluje u borbama na rijeci Lys i Bitci na Sommi. Za uspješno zapovijedanje 1. rujna 1916. odlikovan je ordenom Pour le Mérite. U lipnju 1917. Laffert sa XIX. korpusom u sastavu 4. armije pod zapovjedništvom Friedricha Sixt von Arnima sudjeluje u Bitci kod Messinesa.

## Smrt
Tijekom službenog puta u Frankfurtu, Laffert je pretrpio srčani udar, te je preminuo 20. srpnja 1917. godine u 62. godini života. Pokopan je u Dresdenu na groblju Nordfriedhof. Bio je oženjen s Marie von Wilke s kojom je imao jednog sina i dvije kćeri. 

## Vanjske poveznice
(eng.) Maximilian von Laffert na stranici Prussianmachine.com

(njem.) Maximilian von Laffert na stranici Deutschland14-18.de  Arhivirana inačica izvorne stranice od 2. travnja 2016. (Wayback Machine)